# ليني فونتانا
ليني فونتانا (بالإنجليزية: Lenny Fontana)‏ هو ملحن ودي جيه وموسيقي ومنتج أسطوانات أمريكي، ولد في 21 سبتمبر 1968 في نيويورك في الولايات المتحدة.

## وصلات خارجية
- الموقع الرسمي
- ليني فونتانا على موقع ميوزك برينز (الإنجليزية)
- ليني فونتانا على موقع أول ميوزيك (الإنجليزية)
- ليني فونتانا على موقع ديسكوغز (الإنجليزية)